# Bosnia y Herzegovina en los Juegos Paralímpicos de Atlanta 1996
Bosnia y Herzegovina estuvo representada en los Juegos Paralímpicos de Atlanta 1996 por dos deportistas masculinos. El equipo paralímpico bosnio no obtuvo ninguna medalla en estos Juegos.